# 格林豪泰酒店
格林豪泰酒店是一家总部位于中国上海市的特许经营酒店集團，2004年由徐曙光創辦。第一家酒店在上海市静安區新闸路開業。根据中国旅遊饭店業协会的数据，2017年，按酒店客房数量计算，格林豪泰是中国第四大经济型酒店集团。